# Charles-François-Alexandre de Mostuéjouls
Charles-François-Alexandre de Mostuéjouls (16 janvier 1769, château de Mostuéjouls - 10 avril 1849, château de Mostuéjouls), est un homme politique français.

## Biographie
Fils de Jean-Pierre, "marquis" de Mostuéjouls, et de Marie-Françoise-Adélaïde Le Filleul de La Chapelle, et frère d'Amédée-Hippolyte-Marie-Antoine de Mostuéjouls, lors de la Révolution française il émigra avec sa famille, servit à l'armée des Princes et ne rentra en France qu'à la Restauration. 
Propriétaire influent et maire de Mostuéjouls, président du Conseil général de l'Aveyron de 1818 à 1820 puis de 1827 à 1829, il fut élu député du grand collège de l'Aveyron, le 13 novembre 1820, et successivement réélu le 10 octobre 1821 et le 25 février 1824, par le 3e arrondissement électoral de l'Aveyron (Millau). Mostuéjouls vota constamment avec la majorité monarchique, demanda la parole sur la loi d'indemnité, mais la clôture fut prononcée au moment où il se disposait à monter à la tribune ; il parla contre la liberté de la presse avec vivacité. 
Nommé pair de France le 5 novembre 1827, il défendit à la Chambre haute les idées du vicomte de Bonald, qu'il avait remplacé à la Chambre en 1824, et fut du nombre des pairs de Charles X dont la nomination fut annulée par l'article 68 de la Charte de 1830.
Il est le gendre de Louis Jean Pierre Marie Gilbert de Montcalm-Gozon

## Sources
- « Charles-François-Alexandre de Mostuéjouls », dans Adolphe Robert et Gaston Cougny, Dictionnaire des parlementaires français, Edgar Bourloton, 1889-1891 [détail de l’édition]